# Carlos Tobalina
Carlos Tobalina Aspirez (* 2. August 1985 in Castro Urdiales) ist ein spanischer Leichtathlet, der sich auf das Kugelstoßen spezialisiert hat.

## Sportliche Laufbahn
Erste internationale Erfahrungen sammelte Carlos Tobalina 2012 bei den Ibero-Amerikanischen Meisterschaften in Barquisimeto, bei denen er mit einer Weite von 18,47 m den sechsten Platz belegte. 2014 nahm er erstmals an den Europameisterschaften in Zürich teil und erreichte dort das Finale, in dem er mit 20,04 m den neunten Platz belegte. Im Jahr darauf schied er bei den Halleneuropameisterschaften in Prag mit 19,18 m in der Qualifikation aus und 2016 wurde er bei den Hallenweltmeisterschaften in Portland mit 19,86 m Zehnter. Anschließend klassierte er sich bei den Europameisterschaften in Amsterdam mit 19,85 m auf dem neunten Platz und schied bei den Olympischen Spielen in Rio de Janeiro mit 19,98 m in der Qualifikation aus. 2017 schied er bei den Halleneuropameisterschaften in Belgrad mit 19,83 m in der Qualifikation aus und auch bei den Weltmeisterschaften in London gelangte er mit 19,87 m nicht bis in das Finale. 
2018 wurde er bei den Mittelmeerspielen in Tarragona mit 19,28 m Achter und schied bei den Europameisterschaften in Berlin mit 19,41 m in der Qualifikation aus, wie auch bei den Halleneuropameisterschaften 2019 in Glasgow mit 19,06 m. 2022 belegte er bei den Ibero-Amerikanischen Meisterschaften in La Nucia mit 20,20 m den vierten Platz und im Juli schied er bei den Weltmeisterschaften in Eugene mit 19,70 m in der Qualifikationsrunde aus. Im August verpasste er bei den Europameisterschaften in München mit 19,58 m ebenfalls den Finaleinzug.
In den Jahren von 2018 bis 2022 wurde Tobalina spanischer Meister im Kugelstoßen im Freien sowie 2016, 2017 und 2019 und von 2021 bis 2023 auch in der Halle.

## Persönliche Bestweiten
- Kugelstoßen: 20,57 m, 12. März 2017 in Gran Canaria
  - Kugelstoßen (Halle): 20,50 m, 5. März 2016 in Madrid